# Macropygia unchall
La tortora cuculo barrata o colomba lungacoda (Macropygia unchall Wagler, 1827) è un uccello della famiglia Columbidae, diffuso nell’Asia meridionale e nel sud-est asiatico.

## Descrizione

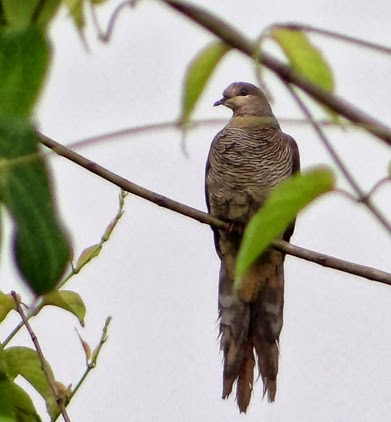
Tortora cuculo barrata

La tortora cuculo barrata ha la gola e la fronte di un colore cuoio che diventa grigio rosato sulla corona. L'iride è giallo o tendente al marrone chiaro, il becco è nero e corto, e le zampe sono rosse. La parte superiore è marrone nerastro. Il dorso, il mantello (tra la nuca e l'inizio del dorso), la groppa, le copritrici delle ali e gli scapolari hanno frange bruno rossastre. La coda è bruno nerastra ed è fortemente barrata di bruno rossastro.
È simile alla tortora cuculo minore, ma è molto più grande e più scura, ed è barrata di nero sul mantello, sul petto, sulle copritrici e sulla coda.
La tortora cuculo barrata è un uccello di medie dimensioni, un esemplare adulto può raggiungere una massa corporea di 180 g.
Le dimensioni degli esemplari adulti sono:
- lunghezza da 37 a 41 cm.

La tortora cuculo barrata vive in piccoli stormi.
La vita media di questa specie è di poco più di 5 anni.

## Biologia

### Voce
La voce ha una forte vocalizzazione kro-uum o u-va, in cui la seconda nota è più forte della prima.

### Cibo ed Alimentazione
Questa specie è frugivora, si alimenta di piccole frutti e bacche che crescono su gironniera nervosa e eurya nitida.

### Relazioni con l'uomo
La tortora cuculo barrata è una specie timida, se avvicinata si allontana velocemente nelle foreste.

## Tassonomia

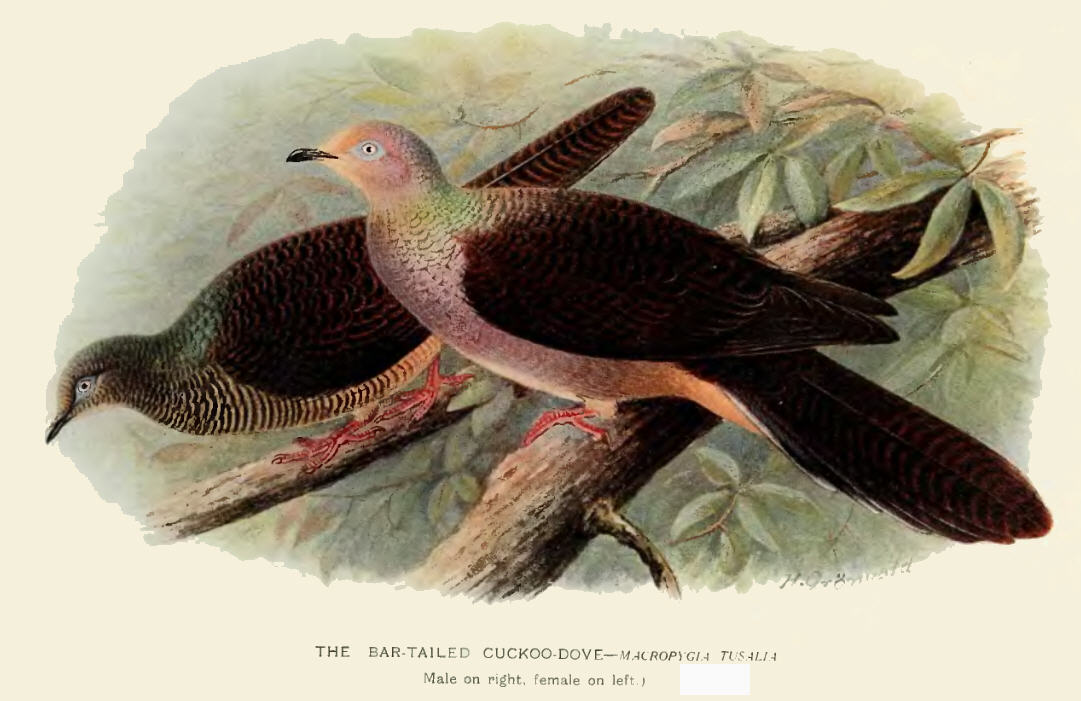
Illustrazione di un esemplare maschile e uno femminile

### Sottospecie
Le sottospecie riconosciute e le loro distribuzioni sono:
- Macropygia unchall minor (Swinhoe, 1870) – Cina sudorientale e indocina
- Macropygia unchall tusalia (Blyth, 1843) – Himalaya, Birmania e Cina meridionale
- Macropygia unchall unchall (Wagler, 1827) – penisola malese, Sumatra, Giava, Lombok e Flores

## Distribuzione e habitat
La tortora cuculo barrata abita nell'ecozona paleartica, indomalese, oceaniana e australasiana, inclusa la Cina.
Il suo habitat comprende fitte foreste subtropicali ad altitudini tra gli 800 e i 3000 m.s.l.m., anche su pendii montani. Preferisce le radure e i margini di foreste vergini e foreste secondarie. Questi habitat comprendono le foreste di latifoglie dell'Himalaya orientale, le foreste pluviali monsoniche di Hainan, le foreste pluviali montane di Luang Prabang, le mangrovie delle isole della Sonda, le foreste pluviali della penisola malese, le foreste miste e di latifoglie dell'altopiano del Guizhou, le foreste paludose a torbiera di Sumatra, le foreste pluviali montane di Giava orientale-Bali, le foreste sempreverdi subtropicali dell'altopiano dello Yunnan, le foreste pluviali di pianura di Sumatra, le foreste di conifere subalpine dei monti Hengduan, le foreste sempreverdi subtropicali Cina meridionale-Vietnam, le foreste sempreverdi subtropicali del Jiangnan, le foreste decidue dei monti Qin Ling, le foreste pluviali montane della Cordigliera Annamita meridionale, le foreste sempreverdi secche dell'Indocina sud-orientale, le foreste pluviali dei Monti dei Cardamomi, le foreste subtropicali dell'Indocina settentrionale, le foreste di conifere di Qionglai-Minshan, le foreste montane Chin Hills-Arakan Yoma, le foreste pluviali montane della penisola malese, le foreste pluviali montane Kayah-Karen, le foreste pluviali di Giava orientale-Bali, le foreste pluviali di Mizoram-Manipur-Kachin, le foreste di latifoglie sempreverdi del bacino del Sichuan, gli arbusteti e prati del Tibet sud-orientale, le foreste subtropicali del Meghalaya, le savane e praterie del Terai-Duar, le foreste decidue delle Piccole isole della Sonda, le foreste sempreverdi dei monti Daba, le foreste pluviali di Giava occidentale e le foreste pluviali montane di Giava occidentale.
Questi territori si estendono dall’Himalaya nel sud-est asiatico e comprendono gli stati del Bangladesh, Bhutan, Birmania, Cambogia, Cina, India, Indonesia, Laos, Malaysia, Nepal, Thailandia e Vietnam.

## Status e conservazione
La specie occupa un areale abbastanza vasto, più di 20000 km², all'interno del quale si presume che la popolazione è stabile, non si conosce il numero preciso degli esemplari. Per questi motivi la Lista rossa IUCN classifica Macropygia unchall come specie a rischio minimo (Least Concern).